# Status epileptikus
Status epileptikus (SE) är ett epileptiskt anfall som varar längre än fem minuter eller med fler än ett anfall inom en fem minuters period utan personen återvänder till normaltillståndet mellan anfallen. Anfallen kan antingen vara av typen tonisk-kloniska med ett regelbundet mönster av sammandragning och uträtning av armar och ben eller av typer som inte innebär sammandragningar såsom abscens anfall eller komplexa partiella anfall. Status epileptikus är ett livshotande tillstånd, särskilt om behandlingen tillkommer sent.
Status epileptikus kan förekomma hos de med en sjukhistoria med epilepsi liksom hos de med ett underliggande problem i hjärnan. Dessa underliggande problem i hjärnan kan vara t.ex. trauma, infektioner, eller stroke. Vid diagnossättning kontrolleras ofta blodsocker, det görs avbildning av huvudet, det tas ett antal blodprover, och ett elektroencefalogram tas. Psykogena anfall eller kramper (icke epileptiska) kan te sig liknande ett status epileptikus. Andra tillstånd som kan likna SE är hypoglykemi, rörelsestörningar, meningit, och delirium bland annat.
Enligt internationella riktlinjer är bensodiazepiner är rekommenderad initial behandling. Möjliga behandlingsformer av bensodiazepiner är intravenös infusion (dropp) av lorazepam liksom intramuskulära sprutor med midazolam. Om dessa inte är effektiva kan ett antal andra mediciner användas, såsom fenytoin, valproinsyra, fenobarbital, propofol eller ketamin. Intubation kan krävas för att hålla personens luftvägar fria och underlätta andningen. Mellan 10 och 30% av människor som har status epileptikus dör inom 30 dagar. Underliggande orsak, personens  ålder, och längden på anfallet är viktiga faktorer som påverkar utfallet. Status epileptikus förekommer bland upp till 40 per 100 000 personer och år. SE-anfall utgör cirka 1% av alla akutmottagningsbesök.